# Raja polystigma
Raja polystigma är en rockeart som beskrevs av Regan 1923. Raja polystigma ingår i släktet Raja och familjen egentliga rockor. IUCN kategoriserar arten globalt som nära hotad. Inga underarter finns listade i Catalogue of Life.